# کندیری
کندیری (به لاتین: Kəndyeri) یک منطقهٔ مسکونی در جمهوری آذربایجان است که در شهرستان کلبجر واقع شده‌است.